# Nephelium ramboutan-ake
Nephelium ramboutan-ake är en kinesträdsväxtart som först beskrevs av Jacques-Julien Houtou de La Billardière, och fick sitt nu gällande namn av P.W. Leenhouts. Nephelium ramboutan-ake ingår i släktet Nephelium och familjen kinesträdsväxter. Inga underarter finns listade i Catalogue of Life.